# Altstadtringtunnel
L’Altstadtringtunnel est situé à Maxvorstadt, à Munich, en Bavière, en Allemagne. Il s'agit d'un tunnel construit en 1972 sur l'Altstadtring, la rocade la plus intérieure de la ville.